# 沙彩
沙彩（さあや、1998年5月6日 - ）は、日本の元子役。神奈川県出身。スマイルモンキーに所属していた。

## 出演

### バラエティ
- ピラメキーノ 子役恋物語シーズン10・12・15・23（2009年 - 2011年、テレビ東京）
- We Can☆（2010年、BSフジ） - 三井 沙彩（みつい さあや）名義[1]

### テレビドラマ
- 11人もいる!（2011年、テレビ朝日） - ダイナミック次女 役